# Maashorst (gemeente)
Maashorst is een gemeente in de Nederlandse provincie Noord-Brabant. Zij is op 1 januari 2022 ontstaan door een fusie van de voormalige gemeenten Landerd en Uden. De fusiegemeente heeft 59.222 inwoners (22 november 2024, bron: CBS) en  bestaat uit zes kernen: Uden, Volkel, Odiliapeel, Reek, Schaijk en Zeeland. Daarvan is Uden met ruim 37.000 inwoners verreweg de grootste plaats binnen de gemeente. Het gemeentehuis van Maashorst bevindt zich aldaar.

## Kernen

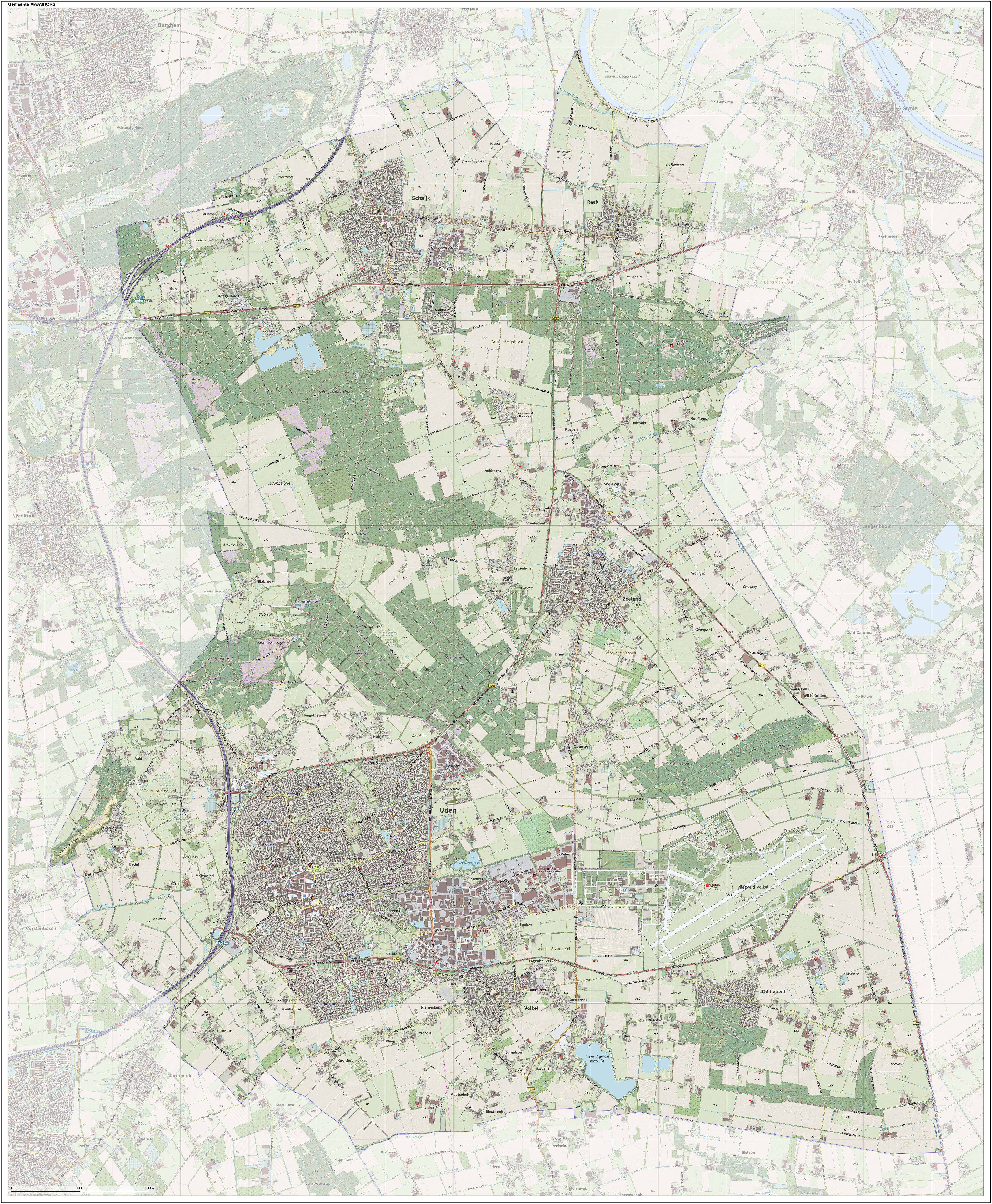
Topografische kaart gem. Maashorst

### Plaatsen
| Woonplaats (BAG) | Inwoners 2023 |
| ---------------- | ------------- |
| Uden             | 37.325        |
| Schaijk          | 7.360         |
| Zeeland (*)      | 6.855         |
| Volkel           | 3.545         |
| Odiliapeel       | 2.075         |
| Reek             | 1.770         |

* Inclusief Oventje.

### Buurtschappen
Binnen de gemeente bevinden zich de volgende buurtschappen: Bedaf · Biesthoek ·  Brand · Duifhuis · Duifhuis · Eikenheuvel · Gaal · Graspeel · Heikant · Hengstheuvel · Hoefkens · Hooge Heide · Hoogveld · Hultje · Kleuter · Kreitsberg · Kooldert · Lagenheuvel · Lankes · Loo · Maatsehei · Moleneind · 't Mun · Nabbegat · Niemeskant · Oosterens · Oventje · Rakt · Schadron · Slabroek · Strepen · Trent · Velmolen · Vloet · Voederheil · Weeg · Witte Dellen · Zevenhuis

## Naam
De naam Maashorst verwijst naar het gelijknamige natuurgebied, dat tussen de verschillende dorpskernen in ligt.

## Voorgeschiedenis
In 2015 gaven de gemeenten Uden, Landerd en Bernheze aan te willen fuseren tot een nieuwe gemeente. In Landerd werd eind 2015 een referendum gehouden over de toekomst van de gemeente, waarbij een meerheid van de uitgebrachte stemmen ging naar de optie om te fuseren met de gemeente Uden.
Op 8 november 2018 namen de gemeenteraden van Landerd en Uden een principebesluit om te komen tot een fusie. De gemeente Bernheze heeft zich in 2016 teruggetrokken.
Op 16 april 2020 keurden beide gemeenteraden het herindelingsadvies voor de fusie goed. Het provinciebestuur van Noord-Brabant ging op 13 mei 2020 akkoord met het voorstel tot samenvoeging.
Nadat advies ontvangen was van de Raad van State werd op 4 november 2020 een herindelingswetsontwerp ingediend bij de Tweede Kamer.  Op 25 februari 2021 heeft de Tweede Kamer het wetsontwerp aangenomen. De Eerste Kamer heeft het voorstel op 13 juli 2021 na stemming bij zitten en opstaan aangenomen.
De herindelingsverkiezing voor de gemeenteraad van Maashorst, die op 1 januari 2022 aantrad, werd gehouden op 24 november 2021. Van de kiesgerechtigde inwoners in de zes dorpen bracht 42,3 procent zijn stem uit. De zittingsperiode van de gemeenteraad loopt tot de gemeenteraadsverkiezingen van 2026; de nieuwe gemeente Maashorst nam daarom niet deel aan de reguliere gemeenteraadsverkiezingen in 2022.

## Politiek en bestuur

### Gemeenteraad
De gemeenteraad van Maashorst telt 31 zetels. Hieronder staat de samenstelling van de gemeenteraad naar aanleiding van de herindelingsverkiezingen van november 2021. De raadsleden werden op 3 januari 2022 beëdigd. Op 1 april 2025 kondigden de fracties Voor de Dorpen en Maashorst Vooruit een fusie aan in voorbereiding op een fusie van die partijen voor de gemeenteraadsverkiezingen van 2026.
| Jong Maashorst        | 7      | 7      |
| CDA                   | 5      | 5      |
| Voor de Dorpen        | 3      | 6      |
| Maashorst Vooruit     | 3      | 6      |
| VVD                   | 3      | 3      |
| SP                    | 3      | 3      |
| Gewoon Uden           | 2      | 2      |
| UdenPlusLanderd       | 2      | 2      |
| PRO                   | 1      | 1      |
| Forum voor Democratie | 1      | 1      |
| GroenLinks            | 1      | 1      |
| Totaal                | 31     | 31     |
| Opkomst               | 42,43% | 42,43% |

### College van B & W
De coalitie bestaat voor de periode 2022-2026 uit Jong Maashorst, CDA, Voor de Dorpen en Maashorst Vooruit. Het college van burgemeester en wethouders bestaat naast de burgemeester uit twee wethouders van Jong Maashorst, een wethouder van CDA, een wethouder van Voor de Dorpen en een wethouder van Maashorst Vooruit. De wethouders werden beëdigd op 3 januari 2022.
| College van burgemeester en wethouders | College van burgemeester en wethouders    | College van burgemeester en wethouders |
| -------------------------------------- | ----------------------------------------- | --- |
| Burgemeester                           | Hans van der Pas (PvdA)                   | - Organisatie(ontwikkeling): - HR & Juridisch - Algemene bestuurszaken - Positionering, voorlichting, communicatie & representatie/kabinet - Openbare orde en veiligheid, integrale handhaving en toezicht, brandweer, defensie en vliegbasis                                                                                         |
| Wethouders                             | Gijs van Heeswijk (Jong Maashorst)        | - 1e locoburgemeester - Financiën - Informatievoorziening, ICT, datascience en informatieveiligheid - Economische ontwikkeling & innovatie - Evenementen (horeca, kermis, markt, festivals) - Participatiewet/Arbeidsmarkt - Werklocaties & acquisitie bedrijven - Winkelcentra en bedrijventerreinen - Onderwijshuisvesting          |
| Wethouders                             | Franko van Lankvelt (CDA)                 | - 2e locoburgemeester - Ruimtelijke Ontwikkeling - Bestemmingsplannen - Gebiedsontwikkeling/ grondbeleid/ grondbedrijf - Vergunningverlening, handhaving RO/ vergunningen - Omgevingswet - BO MIRT/Leefomgeving, verstedelijkings-, strategie - Wonen, incl. huisvesting buitenlandse werknemers / statushouders - Supermarktenbeleid |
| Wethouders                             | Harold van den Broek (Voor de Dorpen)     | - 3e locoburgemeester - Dienstverlening, kernenbeleid en burgerparticipatie - Sport en cultuur - Huisvesting gemeente - Maatschappelijk vastgoed, MFA’s en sportaccommodaties - Subsidiebeleid - Verkeer en vervoer - Erfgoed/monumenten                                                                                              |
| Wethouders                             | Jeroen van den Heuvel (Maashorst Vooruit) | - 4e locoburgemeester - Duurzaamheid, klimaat en energie - Natuur, groen, water & landschapsbeleid - Omslag agrarische sector / transitie landbouw, incl. voedsel en dierenwelzijn - Milieu & afval - Beheer en inrichting openbare ruimte - Natuurgebied De Maashorst - Recreatie & Toerisme (incl. branding)                        |
| Wethouders                             | Ramona Sour (Jong Maashorst)              | - 5e locoburgemeester - Zorg: - Jeugd(zorg) - WMO - Ouderen - Eenzaamheid - Vluchtelingenbeleid, Wet Inburgering - Brede welvaart & leefbaarheid - Volksgezondheid - Schuldhulp dienstverlening - Onderwijs - Kinder- en peuteropvang en leerlingenvervoer                                                                            |
| Gemeentesecretaris                     | José van Aaken                            | |

## Aangrenzende gemeenten
| Aangrenzende gemeenten | Aangrenzende gemeenten | Aangrenzende gemeenten | Aangrenzende gemeenten | Aangrenzende gemeenten |
| ---------------------- | ---------------------- | ---------------------- | ---------------------- | ---------------------- |
|                        |                        | Oss                    |                        |                        |
|                        |                        |                        |                        |                        |
| Bernheze               | Land van Cuijk         |                        |                        |                        |
|                        |                        |                        |                        |                        |
| Meierijstad            |                        | Boekel                 |                        |                        |

## Cultuur in de gemeente

### Monumenten
In de gemeente zijn er een aantal rijksmonumenten en gemeentelijke monumenten en een oorlogsmonument, zie:
- Lijst van rijksmonumenten in Maashorst
- Lijst van gemeentelijke monumenten in Maashorst
- Lijst van oorlogsmonumenten in Maashorst
- Lijst van Stolpersteine in Maashorst

### Kunst in de openbare ruimte
In de gemeente zijn diverse beelden, sculpturen en objecten geplaatst in de openbare ruimte, zie:
- Lijst van beelden in Maashorst